# Pteris trachyrachis
Pteris trachyrachis là một loài thực vật có mạch trong họ Pteridaceae. Loài này được (Bonap.) C. Chr. miêu tả khoa học đầu tiên năm 1932.